# The Peacemaker (soundtrack)
The Peacemaker is de originele soundtrack van de film met dezelfde naam, die werd gecomponeerd door Hans Zimmer. Het album werd op 9 september 1997 uitgebracht door DreamWorks Records.
Het album bestaat voornamelijk uit actiemuziek uitgevoerd door een symfonieorkest, begeleid door Gavin Greenaway en Harry Gregson-Williams in combinatie met elektronische muziek. De componist en dirigent Gavin Greenaway schreef op het album mee aan het nummer "Devoe's Revenge". Om niet te verwarren met het album, in 2014 verscheen er van het album van de film, in een beperkte oplage nog een album, onder de naam 'The Peacemaker: Music From Motion Picture'. Met naast de vijf nummers van het originele album, ook met extra tracks die in de film zijn gebruikt, en werd op een 2cd uitgebracht door La-La Land Records.

## Nummers
| Nr. | Titel           | Duur  |
| --- | --------------- | ----- |
| 1   | Trains          | 13:51 |
| 2   | Devoe's Revenge | 5:14  |
| 3   | Sarajevo        | 8:40  |
| 4   | Chase           | 17:04 |
| 5   | Peacemaker      | 9:47  |